# Marta Mera Olivera
Marta Mera Olivera (Les Franqueses del Vallès, Vallès Oriental, 26 de maig de 2000) és una jugadora d'handbol catalana, que juga com a portera.
S'inicià en la pràctica de l'handbol en les categories de formació de l'Associació Esportiva Handbol Les Franqueses (2007-14) i, en categoria juvenil, competí amb l'Handbol Sant Vicenç (2014-15) i el Club Balonmano Granollers (2015-18), guanyant una Supercopa de Catalunya. La temporada 2018-19 jugà amb l'Handbol Sant Quirze de la Divisió d'Honor plata, amb el qual disputà la fase d'ascens a la Divisió d'Honor. L'any següent tornà al club granollerí amb el qual debutà a la Lliga espanyola. Des d'aleshores, s'ha proclamat campiona de la Supercopa de Catalunya en sis ocasions consecutives (2019-24) i ha disputat diverses fases finals de la Copa de la Reina, aconseguint un subcampionat (2023), i competicions europees. Ha sigut internacional amb la selecció catalana absoluta amb divuit anys.
Extraesportivament, l'octubre de 2023 la portera catalana fou objecte d'uns comentaris ofensius a la xarxa sobre el seu físic. Els comentaris foren condemnats per la majoria d'equips d'handbol estatals.